# A Night in the Show
Una nit al teatre (A Night in the Show) és una pel·lícula muda de l'Essanay escrita, dirigida i protagonitzada per Charles Chaplin. Chaplin interpreta per primera vegada dos papers de una pel·lícula: Mr. Pest i Mr. Rowdy, cosa que repetiria posteriorment “The Idle Class” (1921) i “El gran dictador” (1940). La idea de la pel·lícula es la mateixa que una de les obres de Chaplin quan actuava en la companyia de Fred Karno, Mumming Birds. La pel·lícula es va estrenar el 20 de novembre de 1915.

## Argument
Mr. Rowdy i Mr. Pest van a teatre, un a platea i l'altre al galliner. Durant la representació tots dos personatges es veuen involucrats en una successió de discussions i baralles amb els altres assistents i els actors. Mentrestant a l'escenari van apareixent aquests amb números de cant, encantament de serps, danses orientals o il·lusionisme. Al final tot acaba amb el caos absolut.

## Repartiment
- Charles Chaplin (Mr. Pest / Mr. Rowdy)
- Edna Purviance (senyora del collar a platea)
- Charlotte Mineau (dona gran a la platea)
- Bud Jamison (Dash, el cantant)
- May White (senyora grassa/ la Belle Wienerwurst)
- Leo White (assistent de la Belle Wienerwurst/ home de color al galliner)
- John Rand (director de l'orquestra/dona amb nadó)
- Dee Lampton (noi molt gras)
- Paddy McGuire (acomodador/Clarinetista)
- James T. Kelley (cantor/trombonista)
- Wesley Ruggles (home amb monocle)
- Phyllis Allen (senyora del públic)
- Fred Goodwins (senyor del públic)
- Charles Insley (espectador)
- Carrie Clark Ward (espectador)